# Exbomont
Exbomont est un hameau belge de la Région wallonne situé en province de Liège dans la commune de Stoumont.
Avant la fusion des communes, ce hameau faisait partie de la commune de La Gleize.

## Situation
Ce hameau des Ardennes liégeoises se situe sur le versant sud de la vallée du Roannay au bout d'une route en cul-de-sac grimpant depuis le hameau voisin Moulin du Ruy. La vingtaine d'habitations s'étire le long de l'unique rue du hameau à une altitude constante de 390 m soit quelque 120 m au-dessus du niveau du Roannay.

## Description
Bâti en balcon dans un environnement de pâturages mais proche de la forêt qui le domine, Exbomont offre une vue grandiose sur la vallée du Roannay. Plusieurs habitations anciennes sont peintes en blanc et comportent des colombages. Parmi celles-ci, les façades, les pignons et la toiture de la maison sise au n°46 sont repris sur la liste du patrimoine immobilier classé de Stoumont.
En dessous du hameau, sur une autre voie sans issue, se trouve la ferme de Roumez.

## Activités
On trouve des gîtes ruraux dans le hameau ainsi qu'à Roumez. 